# 斯拉夫納 (特諾皮爾州)
49°43′4″N 25°1′57″E / 49.71778°N 25.03250°E
斯拉夫納（羅馬化：Slavna）是位於烏克蘭西部特諾皮爾州特諾皮爾區的村莊，處於西斯特雷怕河畔，始建於1765年，面積0.77平方公里，2001年人口313。